# Luc Van Malderen
 (juillet 2025).
Luc Van Malderen, né le 3 mai 1930 à Bruxelles et mort le 14 septembre 2018 à Boitsfort, est un artiste plasticien, graphiste, photographe, pédagogue et conférencier, sémioticien et théoricien de l'image belge.

## Biographie
Après un séjour en Angleterre de 1940 à 1946, Luc Van Malderen suit l’enseignement de Joris Minne à La Cambre à Bruxelles et est diplômé en 1951. En 1968, il crée le Picto system, (98 symboles signalétiques). De 1962 à 1994, il est chef d’atelier du département de communication visuelle de La Cambre.
Enseignant et mentor, il a œuvré depuis son atelier de communication visuelle de l'ENSAV, à la Cambre, formant plusieurs générations de graphistes et illustrateurs (Michel Olyff, Georges Pradez, Guy Schockaert, Gilles Fiszman, Bernard Josse...). Ses œuvres (estampes, tirages, sérigraphies etc.) sont visibles au Centre de la Gravure et de l'Image imprimée de La Louvière, le Musée de la Fédération Wallonie-Bruxelles dédié à l'estampe et à la gravure contemporaine.

## Citation
« Je ne suis pas un architecte. Je suis un fabricant d’objets qui représentent l’architecture via des fausses projections obliques, des schémas élémentaires, des configurations aléatoires (et parfois industrielles), des volumes naïfs... » (Luc Van Malderen, 1995)

## Expositions
- 1998 : Parade, 25 ans de sérigraphie] au Centre de la gravure et de l'image imprimée[6].
- 2004 : Rétrospective Van Malderen] au Bois du Cazier[7].
- 2010 : CIVA.
- 2015 : Centre d'Art du Rouge-Cloître et La Fonderie [3].

## Publications
- Luc Van Malderen, Luc Van Malderen : conversation avec Diane Hennebert, Tandem, 1990, 56 p. (ISBN 2-87349-007-1 et 9782873490072, OCLC 901721374)

### Photographie
- Luc Van Malderen et Pierre Puttemans, Architectures industrielles en Belgique et ailleurs, Labor (maison d'éditions), 1992, 207 p. (ISBN 2-8040-0803-7)
- Luc Van Malderen, American Architecture. A vintage postcard collection., Images Publishing Group Ltd., 1999, 120 p. (ISBN 978-1-86470-078-7)
- Luc Van Malderen et Lise Coirier, Archéologie industrielle : Belgique, Bruxelles, Racine (maison d'édition), 2002, 197 p. (ISBN 2-87386-283-1, lire en ligne)
- Luc Van Malderen, Luc Van Malderen au Bois du Cazier : perspective-rétrospective, 2004, 48 p. (lire en ligne)

### Œuvre plastique
- Luc Van Malderen et textes de Jean-Pierre Hardenne, Vers l'architecture, 2010
- Luc Van Malderen et texte de Michel Oleffe, Luc Van Malderen Poétique du paysage industriel., 2012